# Salix serissima
Salix serissima — вид квіткових рослин із родини вербових (Salicaceae).

## Морфологічна характеристика
Це кущ 1–5 метрів. Гілки зазвичай гнучкі біля основи, іноді ламкі, жовто-коричневі, червоно-коричневі чи сіро-коричневі, голі, злегка блискучі чи матові; гілочки жовто-коричневі чи червоно-коричневі, голі, злегка чи сильно блискучі. Листки на ніжках 3–13 мм; найбільша листкова пластина вузько видовжена, дуже вузькоеліптична, еліптична, ланцетоподібна або вузько яйцеподібна, 43–110 × 9–33 мм; краї плоскі, зубчасті; верхівка загострена, хвостата чи гостра; абаксіальна (низ) поверхня зазвичай не сиза, іноді тонко сиза (виглядає блідо-зеленою), злегка блискуча, гола; адаксіальна поверхня сильно блискуча, гола; молода пластинка червонувата або жовтувато-зелена, гола абаксіально. Сережки: тичинкові 25–53 × 12–16 мм, маточкові 17–42 (65 у плодах) × 11–22 мм. Коробочка 7–12 мм. 2n = 76. Цвітіння: початок червня — початок липня.

## Середовище проживання
Канада (Саскачеван, Квебек, Онтаріо, Нунавут, Північно-Західні території, о. Ньюфаундленд, Нью-Брансвік, Манітоба, Лабрадор, Британська Колумбія, Альберта); США (Вайомінг, Вісконсин, Південна Дакота, Пенсильванія, Колорадо, Коннектикут, Іллінойс, Індіана, Массачусетс, Мічиган, Міннесота, Монтана, Нью-Джерсі, Нью-Йорк, Північна Дакота, Огайо). Населяє вологі зарості, болота, солонцюваті болота, мергельні береги озер, лісові болота, галькові береги струмків, береги озер; 10–3000 метрів.

## Галерея

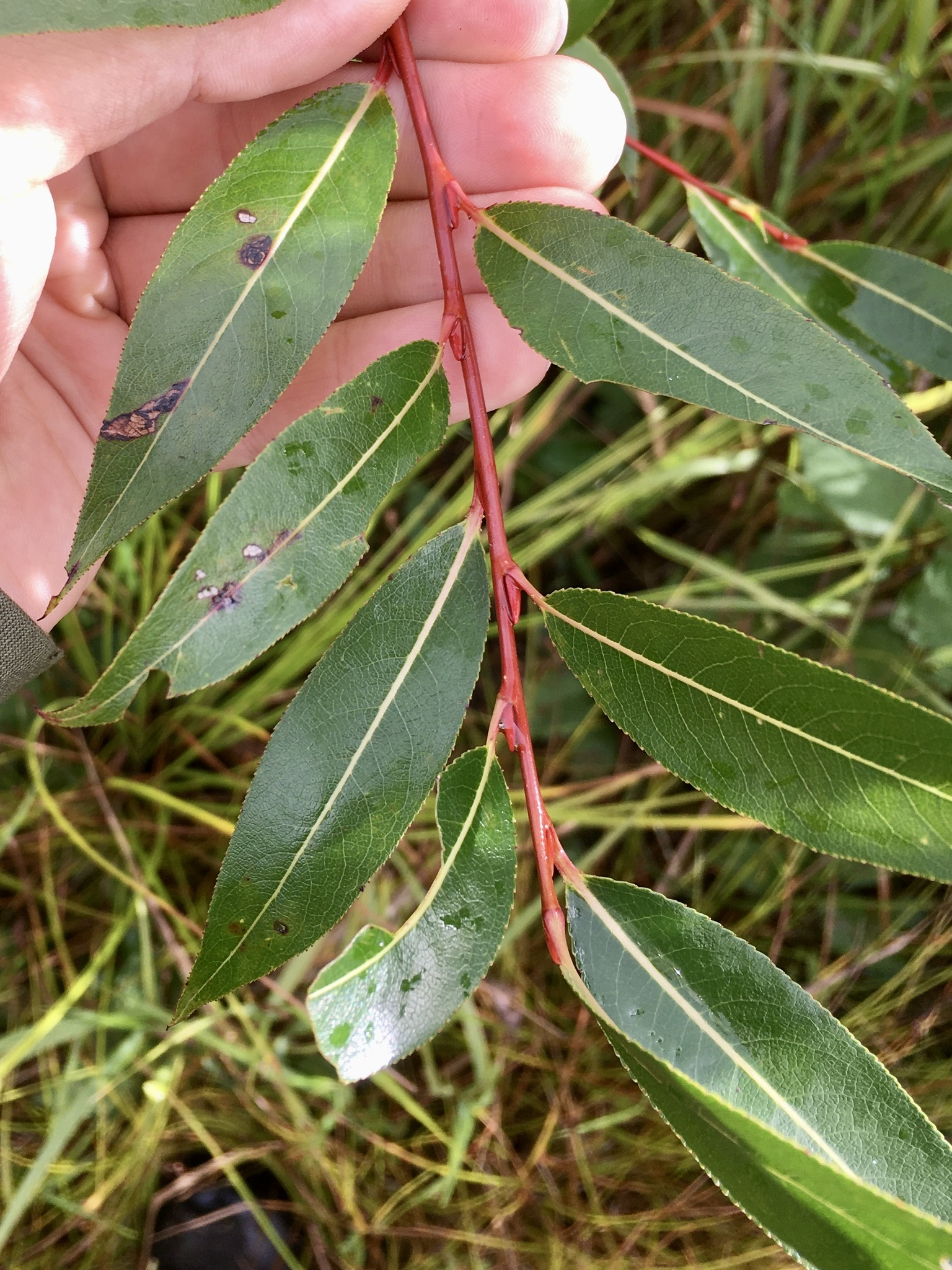
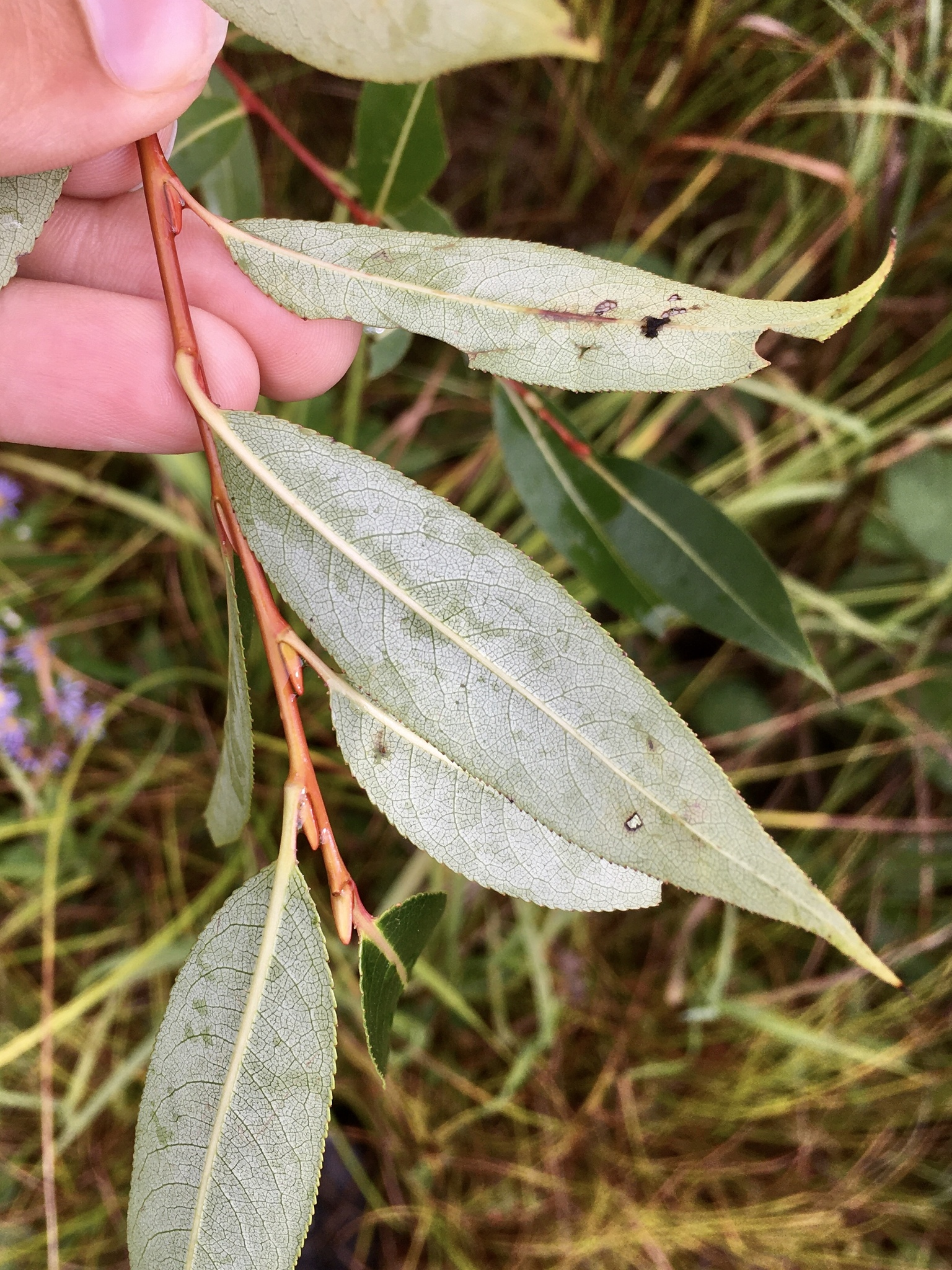
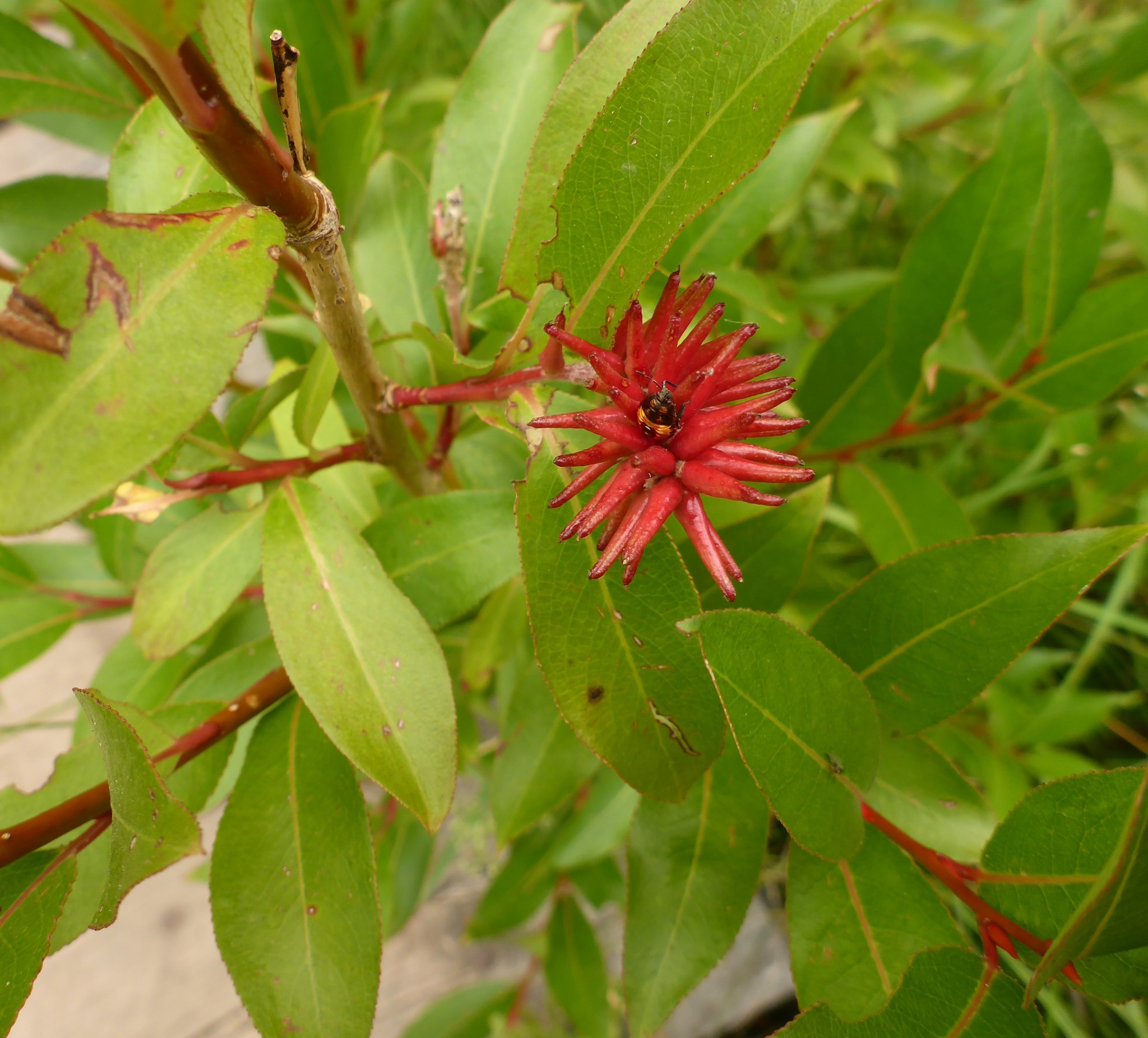
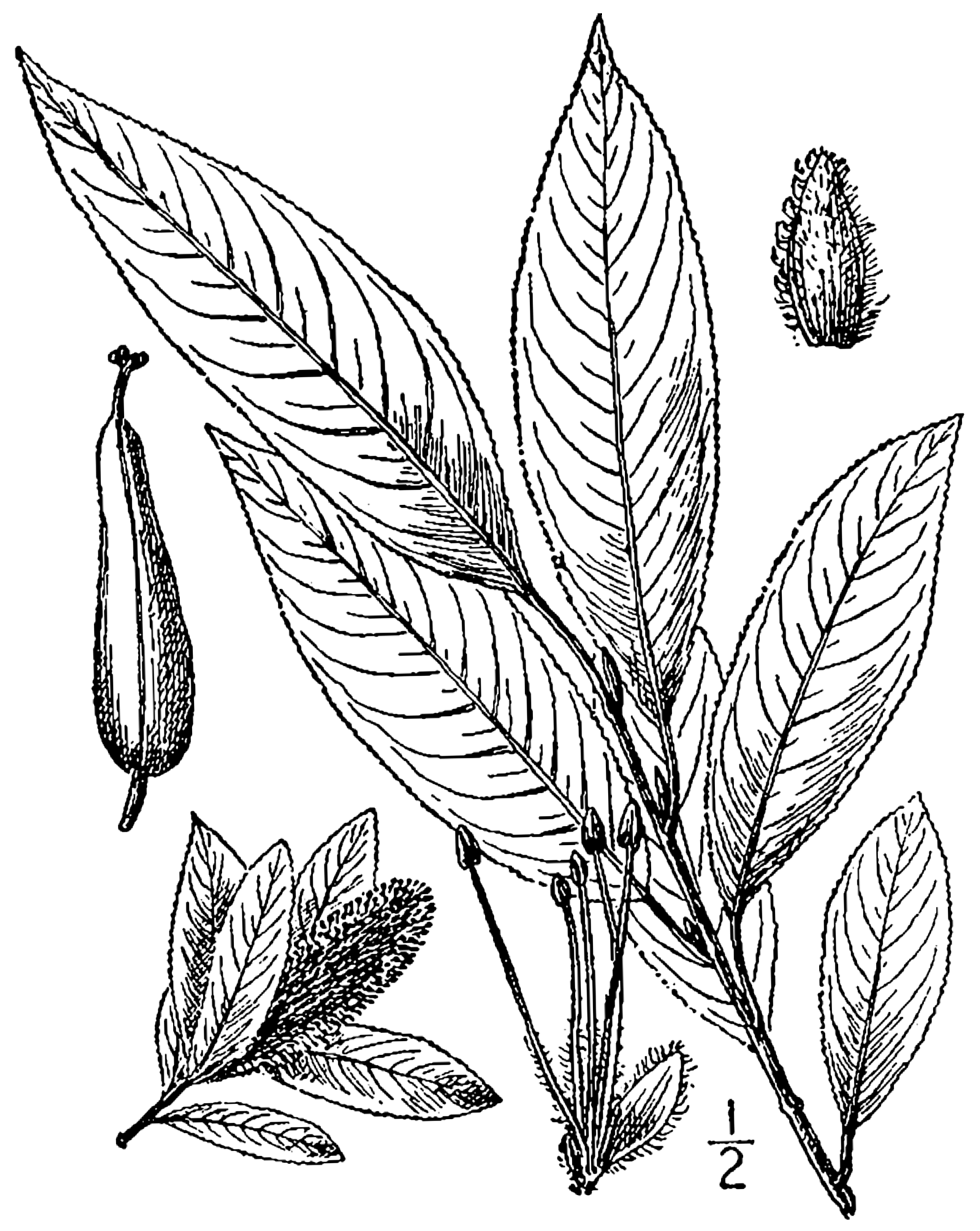